# Vercoia interrupta
Vercoia interrupta is een garnalensoort uit de familie van de Crangonidae. De wetenschappelijke naam van de soort is voor het eerst geldig gepubliceerd in 2004 door J.N. Kim & Fujita.